# تشارلز جونز (لاعب كرة قدم)
تشارلز جونز (بالإنجليزية: Charles Jones)‏ (1 يوليو 1888 في المملكة المتحدة - ) هو لاعب كرة قدم بريطاني (وحمل سابقاً جنسية المملكة المتحدة لبريطانيا العظمى وأيرلندا) في مركز جناح ‏. لعب مع برمنغهام سيتي ونادي بريستول روفيرز.

## وصلات خارجية
- تشارلز جونز على موقع قاعدة بيانات كرة القدم.إي يو (الإنجليزية)